# Chaîne Omineca
Pour les articles homonymes, voir Omineca.
La chaîne d'Omineca ou montagnes Omineca (en anglais Omineca Mountains), ou plus simplement les Ominecas (en anglais The Ominecas), sont un groupe de massifs montagneux situés dans le centre-nord de la Colombie-Britannique au Canada. Leur plus haut sommet est le pic Fleet avec une altitude de 2 337 mètres.

## Géographie

### Situation
Les Ominecas sont bordées au nord par la rivière Finlay, à l'est par le sillon des Rocheuses (à cet endroit rempli par le lac Williston), au sud par la rivière Nation et à l'ouest par le cours supérieur de la rivière Omineca. Tandis que le cours aval de la rivière Omineca coule à travers le cœur de la chaîne de montagne.

### Topographie
La chaîne Ominecas s'étendent sur une superficie de 47 900 km2. Leurs plus hauts sommets sont les suivants :
- Pic Fleet : 2 337 mètres ;
- Mont Henri : 2 219 mètres ;
- Chase Mountain : 2 218 mètres ;
- Mosque Mountain : 2 026 mètres.

### Géologie
La chaîne Omineca forment une ceinture complexe de sédiments du Paléozoïque et du Mésozoïque et de massives roches cristallines.

### Flore
Les territoires de la chaîne Omineca sont classés dans les zones bio-géoclimatiques suivantes :
- Zone sub-boréale de l'épicéa (Sub-Boreal Spruce Zone, code : SBS)
- Zone boréale de l'épinette blanche et de l'épinette noire (Boreal White and Black Spruce Zone, code : BWBS)
- Zone de l'épicéa, du saule et du bouleau (Spruce - Willow - Birch Zone, code : SWB)
- Zone sub-alpine du sapin et de l'épinette d'Engelmann (Engelmann Spruce - Subalpine Fir Zone, code : ESSF)
- Zone de toundra alpine (Alpine Tundra Zone, code : AT)

### Faune
Les élans et les rennes sont fréquents dans la chaîne Omineca.

## Protection environnementale
La chaîne Omineca abritent le parc provincial et l'aire protégée d'Omineca (Omineca Provincial Park and Protected Area), une zone protégée de 133 369 hectares située le long de la rivière Omineca. Le parc d'Omineca a été établi comme parc de classe A (Class A park) le 11 avril 2001, il s'étend sur 130 231 hectares, tandis que l'aire protégée d'Omineca représente une superficie de 3 138 hectares.
Le parc est une des meilleures représentations de l'écosection Southern Omineca Mountain (sud de la chaîne Omineca). Les zones ripariennes et les zones humides significatives le long de la rivière Omineca constituent un habitat favorable aux limicoles ainsi qu'aux élans en hiver. Le sud de la chaîne Omineca et les environs du lac Germansen (Germansen Lake ) sont un important habitat pour les chèvres et les rennes, il s'agit notamment d'une zone de vêlage pour le caribou des bois. Cette région constitue également un habitat pour les gloutons.